# Slovak International 2011
Die Slovak International 2011 im Badminton fanden vom 31. August bis zum 3. September 2011 in Prešov, Športová hala PU Prešov, Športova 10, statt. Der Referee war Ivan Škácha aus der Slowakei. Das Preisgeld betrug 5000 US-Dollar und das Turnier wurde damit in das Level 4b des BWF-Wertungssystems eingeordnet.

## Finalergebnisse
| Disziplin    | Sieger                         | Finalist                                   | Ergebnis          |
| ------------ | ------------------------------ | ------------------------------------------ | ----------------- |
| Herreneinzel | Petr Koukal                    | Hubert Pączek                              | 21:11 21:15       |
| Dameneinzel  | Anu Nieminen                   | Patty Stolzenbach                          | 21:14 19:21 21:16 |
| Herrendoppel | Jorrit de Ruiter Dave Khodabux | Łukasz Moreń Wojciech Szkudlarczyk         | 21:13 21:17       |
| Damendoppel  | Selena Piek Iris Tabeling      | Özge Bayrak Neslihan Yiğit                 | 21:7 21:9         |
| Mixed        | Dave Khodabux Selena Piek      | Wojciech Szkudlarczyk Agnieszka Wojtkowska | 21:13 21:18.      |